# William Egerton (1684-1732)
L'Honorable William Egerton (1684-1732) est un officier de l'armée britannique et un politicien whig qui siège à la Chambre des communes presque continuellement de 1706 à 1732.

## Biographie
Il est le quatrième fils de John Egerton (3e comte de Bridgewater) et de son épouse Jane Paulet, fille de Charles Paulet (1er duc de Bolton). Il voyage à l'étranger en Allemagne, puis rejoint l'armée. Il est capitaine au 6e régiment d'infanterie en 1704 et capitaine et lieutenant dans les Grenadier Guards à partir de 1705.
Il est élu sans opposition en tant que député du Buckinghamshire lors d'une élection partielle le 27 février 1706. Aux élections générales britanniques de 1708, il est réélu sans opposition en tant que député whig de Brackley. Il est d'abord inactif à la Chambre car il sert dans l'armée en Flandre, mais a voté pour la destitution du Dr Sacheverell en 1710. Il est réélu à nouveau aux élections générales britanniques de 1710 et vote pour la motion "Pas de paix sans l'Espagne" et contre le projet de loi sur le commerce français le 18 juin 1713. Lors des Élections générales britanniques de 1713 il est réélu après un scrutin et vote contre l'expulsion de Richard Steele le 18 mars 1714. Il aurait parlé de manière insultante du duc d'Ormond et, en avril 1714, le secrétaire à la Guerre, Francis Gwyn, lui dit que la reine « n'avait plus de service pour lui » et devait recevoir 1000 guinées pour sa compagnie. Il a ensuite été invalidé sur pétition le 20 avril 1714.
Après la succession hanovrienne, il est nommé colonel de son propre régiment d'infanterie, connu plus tard sous le nom de 36e régiment d'infanterie. Il est réélu sans opposition comme député de Brackley aux élections générales de 1715. En 1719, il est nommé colonel d'un autre régiment, plus tard connu sous le nom de The Lancashire Fusiliers. Il est réélu sans opposition pour Brackley en 1722 et 1727. Il vote avec le gouvernement à toutes les occasions connues.
Il est décédé le 15 juillet 1732. Il a épousé Anna Maria Saunders, la fille de l'amiral Sir George Saunders (amiral) (en), commissaire de la Marine, et a trois filles. Sa fille Jane a épousé Thomas Revell, député de Fetcham Park.